# Givira ethela
Givira ethela is een vlinder uit de familie van de Houtboorders (Cossidae). De wetenschappelijke naam van de soort is voor het eerst gepubliceerd in 1893 door Berthold Neumoegen en Harrison Gray Dyar Jr..
De soort komt voor in het zuidwesten van de Verenigde Staten.